# 維克托·卡茨
維克托·盖许维奇·卡茨（Victor Gershevich (Grigorievich) Kac ，1943年12月19日生於俄羅斯布古魯斯蘭），美國猶太裔數學家，在蘇聯出生、長大和受教育。
卡茨對數學的興趣始於數學競賽。1960年，16歲的他入讀莫斯科國立大學，起初因數學系已滿額，他選擇入讀工程系；後來校方決定為數學系學生加開一班，他才得以進入數學系。卡茨在中學曾學德語，但數學系的入讀要求是懂得基本法語，他自修法語，竟成了同班同學間法語成績最好的一人。1965年，他進入同校的研究生課程。當時他在本科生第五年後，已經對無限維度的群和無限維度的李代數有所心得——無限維度的李代數以後成了他主要研究對象之一。1968年他博士畢業；因為他不是莫斯科的永久居民，他求職不順，幸好經過一些數學家的遊說、推薦之下，卡茨當了莫斯科數電學院的教員之一。
1977年卡茨到了美國（雖然有數學家強烈建議他到以色列發展）。他最初的落腳地是麻省理工學院；他跟這所學校的連繫一直到現今——由初期的訪問助理教授（1977年）升遷至正教授（1981年起）。 1981至1983年間他獲斯隆研究獎。
他是美國數學學會院士、莫斯科數學學會榮譽會員、美國文理科學院院士和美國國家科學院會員。
按卡茨的自述，他的研究主要是表示論和數學物理。1967年，還在蘇聯的卡茨和加拿大數學家羅拔·穆迪在同一年發現了一種無限維度的李代數，以後這個重要結果被稱為卡茨-穆迪代数。
卡茨自述他的研究興趣是表示論和數學物理。除了前面提及的李代數和李群，卡茨的研究方向還包括頂點算子代數、量子解析學、可積分系統和表示論。

## 外部連結
- Researchgate 上 維克托·卡茨發表的論文及書籍（英文）
- 數學譜系計劃：Victor Gershevich Kac （页面存档备份，存于）（英文）